# Balbieriškis
Balbieriškis is een plaats in de gemeente Prienai in het Litouwse district Kaunas. De plaats telt 1180 inwoners (2001).